# Twisted into Form
Twisted into Form – drugi album studyjny amerykańskiej grupy muzycznej Forbidden.

## Lista utworów
1. Parting of the Ways - 0:45
2. Infinite - 6:09
3. Out of Body (Out of Mind) - 4:24
4. Step by Step - 4:50
5. Twisted into Form - 4:20
6. R.I.P. - 7:28
7. Spiral Depression - 1:47
8. Tossed Away - 4:31
9. One Foot in Hell - 6:07

## Twórcy
- Russ Anderson – śpiew
- Craig Locicero – gitara
- Tim Calvert – gitara
- Matt Camacho – gitara basowa
- Steve Jacobs – perkusja